# Sušice (district de Klatovy)
Pour les articles homonymes, voir Sušice.
Sušice (en allemand : Schüttenhofen) est une ville du district de Klatovy, dans la région de Plzeň, en Tchéquie. Sa population s'élevait à 10 820 habitants en 2023.

## Géographie
Sušice est arrosée par l'Otava, un affluent de la Vltava, dans le bassin de l'Elbe, et se trouve à 25 km au sud-ouest de Klatovy, à 58 km au sud-sud-est de Pilsen et à 115 km au sud-ouest de Prague.

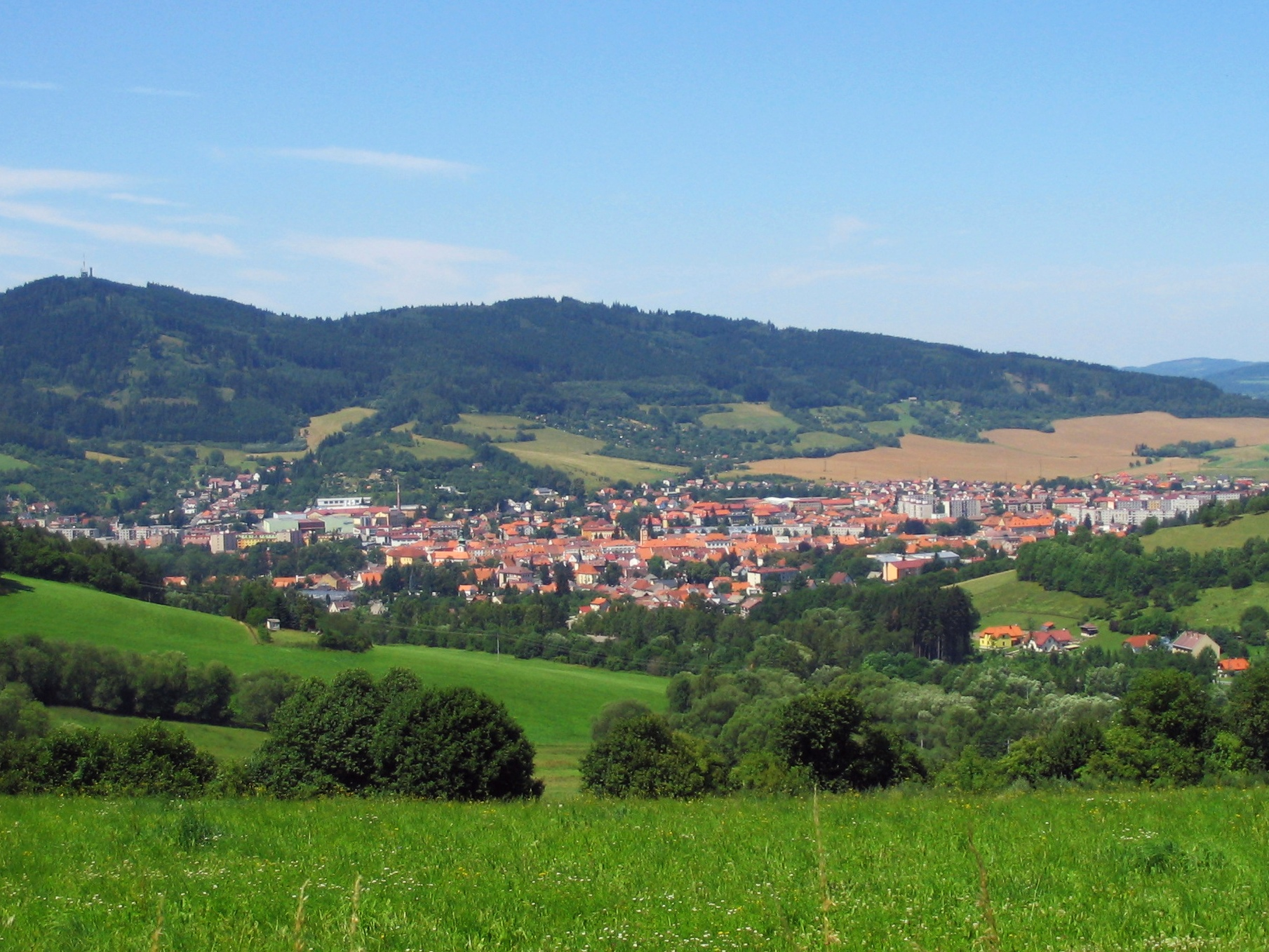
Vue générale de Sušice.

La commune est limitée par Hrádek et Dobršín au nord, par Rabí, Čímice, Podmokly, Žihobce et Nezdice na Šumavě à l'est, par Kašperské Hory au sud, et par Dlouhá Ves, Hartmanice et Petrovice u Sušice à l'ouest.

## Histoire
La première mention écrite de la localité date de 1233.

## Galerie

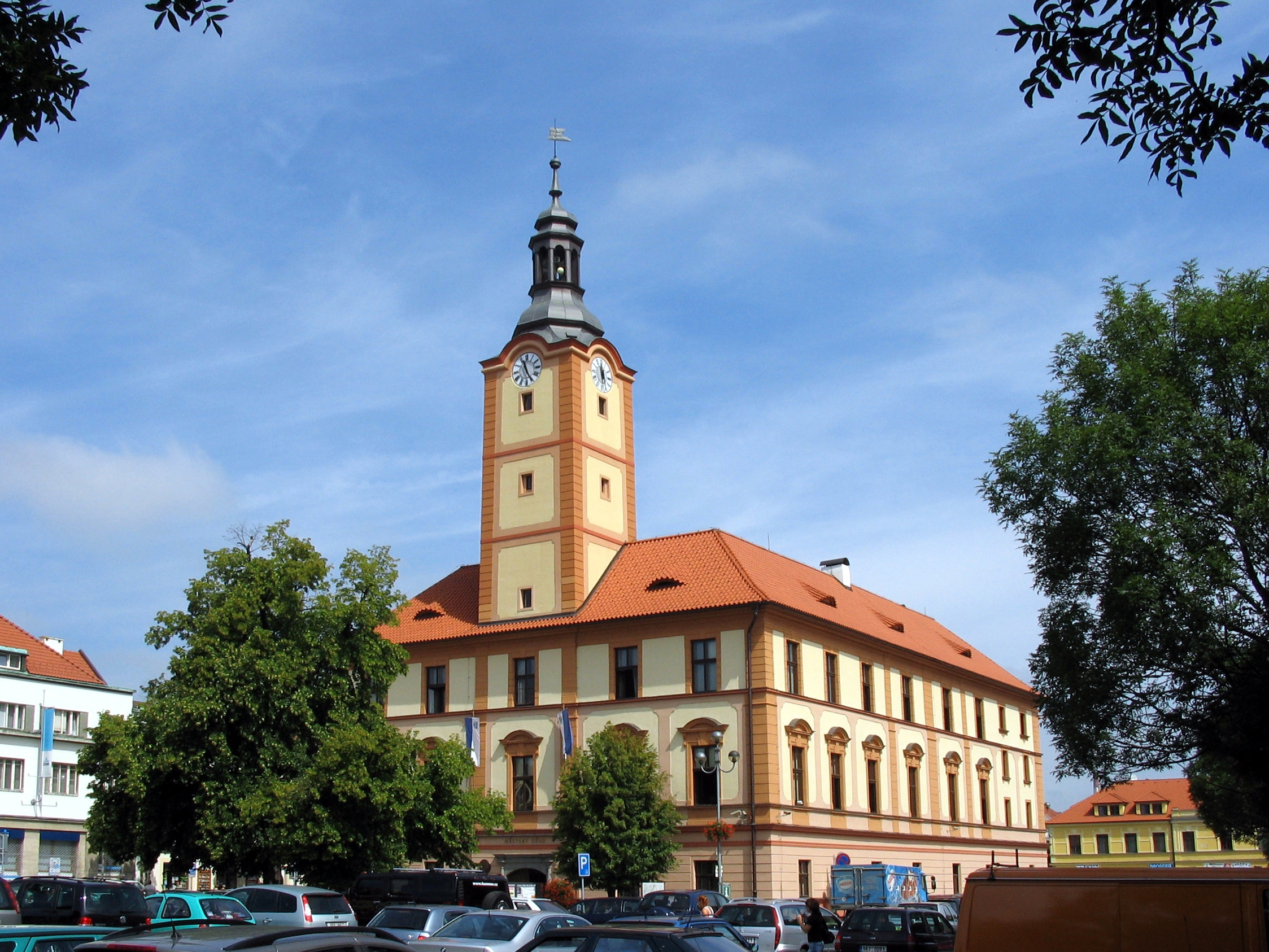
Place de la Liberté : hôtel de ville.
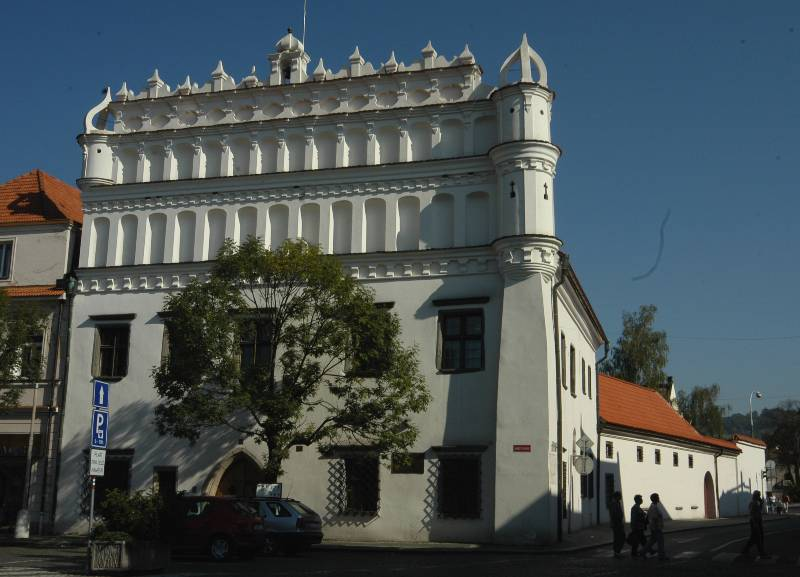
Le musée de la Forêt de Bohême.

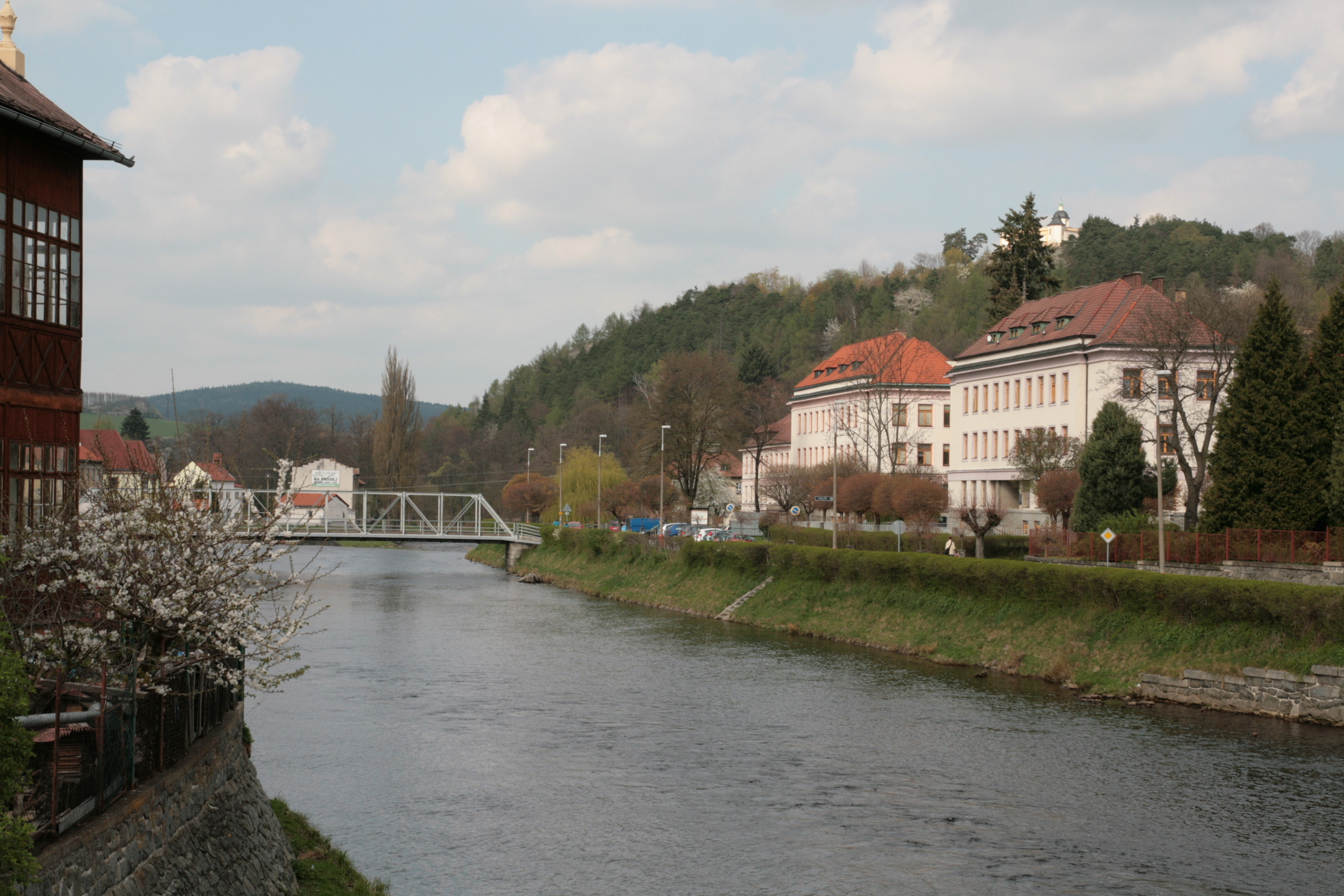
La rivière Otava à Sušice.
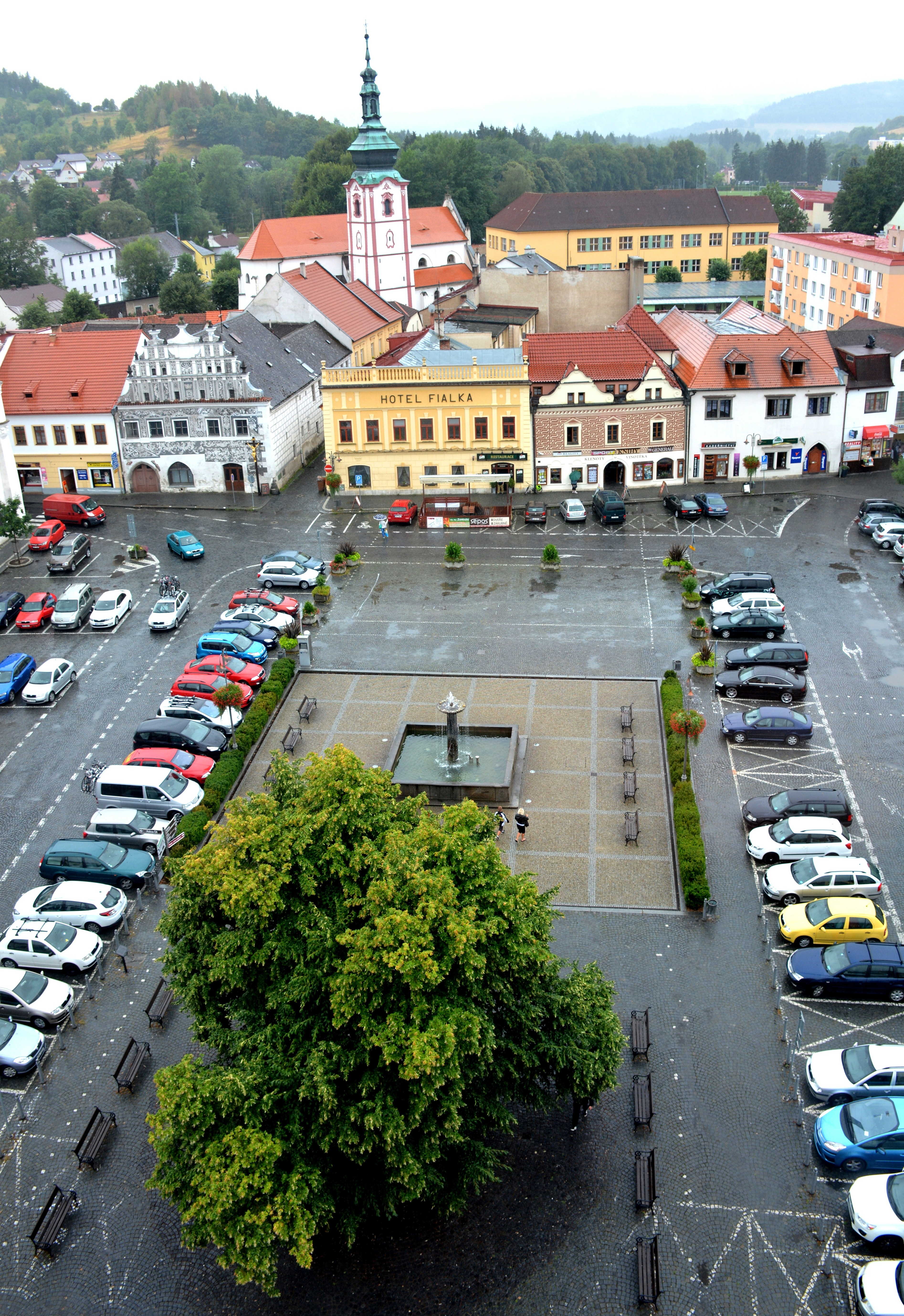
La place de la Liberté (Svoboda).

## Population
Recensements ou estimations de la population de la commune dans ses limites actuelles :
| 1869* | 1880* | 1890* | 1900* | 1910* | 1921* |
| ----- | ----- | ----- | ----- | ----- | ----- |
| 6 796 | 7 671 | 8 117 | 8 566 | 8 866 | 8 707 |

| 1930* | 1950* | 1961* | 1970* | 1980*  | 1991*  |
| ----- | ----- | ----- | ----- | ------ | ------ |
| 8 715 | 8 229 | 8 937 | 9 498 | 11 047 | 11 308 |

| 2001*  | 2011*  | 2014   | 2015   | 2016   | 2017   |
| ------ | ------ | ------ | ------ | ------ | ------ |
| 11 462 | 11 037 | 11 277 | 11 257 | 11 130 | 11 127 |

| 2018   | 2019   | 2020   | 2021*  | 2022   | 2023   |
| ------ | ------ | ------ | ------ | ------ | ------ |
| 11 146 | 11 110 | 11 032 | 10 549 | 10 662 | 10 820 |

## Transports
Par la route, Sušice se trouve à 19 km de Horažďovice, à 30 km du centre de Klatovy, à 73 km de Plzeň et à 132 km de Prague.

## Jumelage
La ville fait partie du douzelage depuis 2004.

## Personnalités
- Marie Fikáčková (1936-1961), tueuse en série.
- Maxmilián Pirner (1854-1924), artiste-peintre et enseignant
- Břetislav Pojar (1923-2012), illustrateur, animateur et réalisateur tchèque
- Tomáš Pekhart (né en 1989), footballer international tchèque

## Transports
Par la route, Sušice se trouve à 19 km de Horažďovice, à 30 km du centre de Klatovy, à 73 km de Plzeň et à 132 km de Prague.